# Louis Aragon

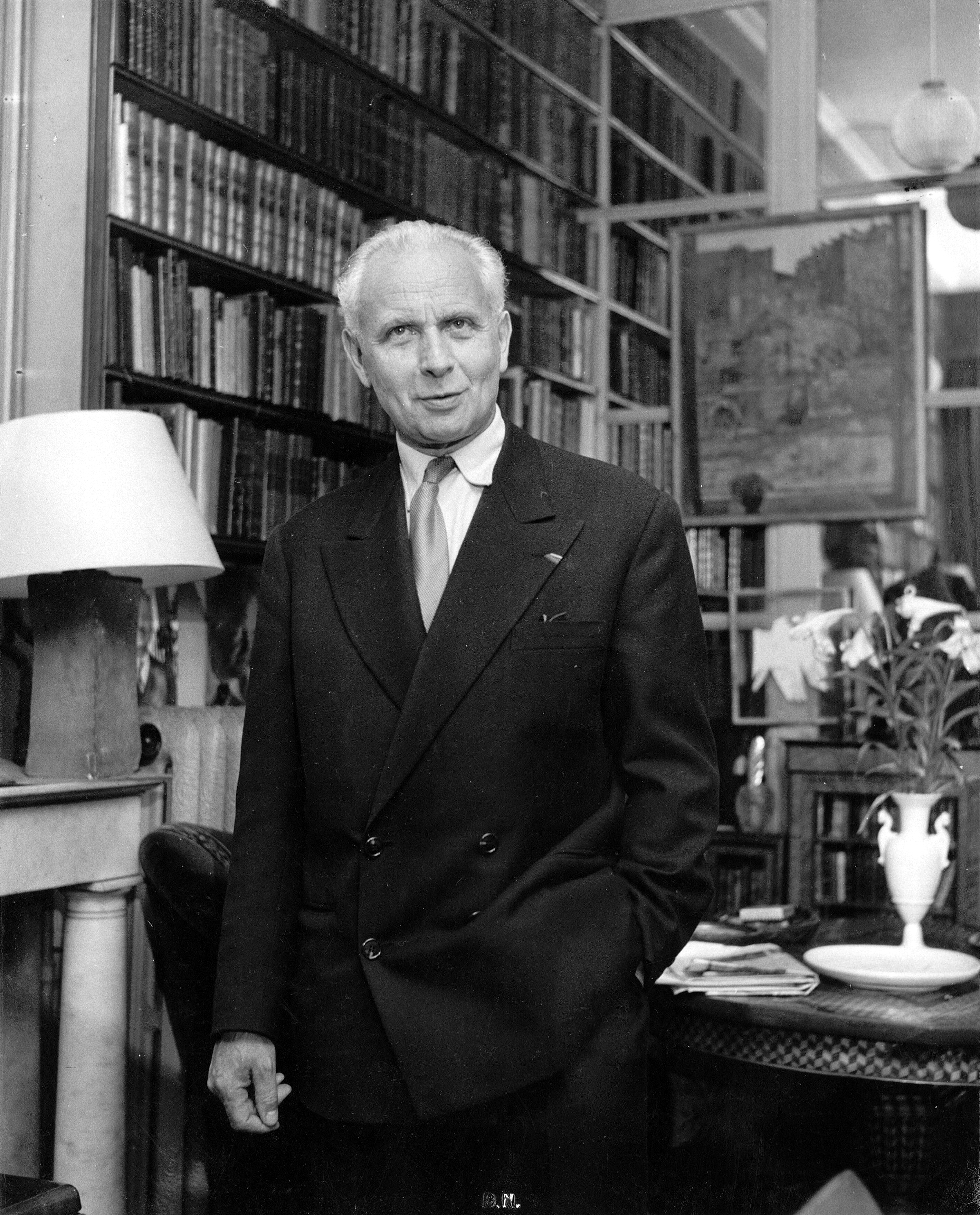
Louis Aragon

Louis Aragon (Neuilly-sur-Seine, 3 oktober 1897 – aldaar, 24 december 1982) was een Frans dichter, essayist, journalist en romanschrijver. Samen met André Breton en Philippe Soupault was hij een van de grondleggers van de surrealistische beweging. Aragon was ook een vertegenwoordiger van het socialistisch realisme. Hij was lid van de Académie Goncourt.

## Biografie

### Jeugd
Louis Aragon werd geboren in 1897 als zoon van Louis Andrieux, een oud-politieprefect en ambassadeur, en Marguerite Toucas-Massillon. Zijn familie liet hem echter doorgaan voor de adoptiezoon van zijn grootmoeder Claire Toucas, omdat Louis het product was van een buitenhuwelijkse relatie. Zijn moeder was dus verondersteld zijn zus te zijn en zijn vader trad op als peter en voogd. De ware toedracht werd voor de jonge Aragon geheimgehouden. Bij zijn doop kreeg Aragon de namen Louis Marie Alfred Antoine en werd hij in de registers opgetekend als zoon van Jean Aragon en Blanche Moulin, geboren in Madrid. De akte werd ondertekend door Louis Aubert (= Louis Andrieux) en Constance de Villerslafaye (= Marie Toucas, de zus van Aragons echte moeder). Aragon bracht zijn jeugd door te Parijs en te Neuilly en liep school te Neuilly en vervolgens aan het lycée Carnot, waar hij zich als briljant leerling onderscheidde. Hij schreef zich in 1916 in aan de faculteit geneeskunde van Parijs.

### Eerste Wereldoorlog
Aragon werd in 1917 ingelijfd bij het leger bij de sectie verplegers, onder andere in het militair hospitaal Val-de-Grâce in Parijs, waar hij André Breton leerde kennen. In 1918 lichtte Aragons echte moeder hem in over diens echte afkomst. Datzelfde jaar schreef Aragon zich als vrijwilliger in bij het leger en werd hij toegewezen aan het 355e regiment van de infanterie, bij de medische afdeling. Aan het front nam hij actief deel aan de verzorging en operaties van gewonde soldaten. Na de oorlog werd hij onderscheiden met het Croix de guerre. Aragon bleef bij het leger en werd o.a. naar Saarland gestuurd, als deel van het Franse bezettingsleger.

### Literair begin
In maart 1919 verscheen het eerste nummer van het tijdschrift Littérature, dat Aragon samen met André Breton en Philippe Soupault uitgaf. Het tijdschrift begon als een spreekbuis van het dadaïsme, maar evolueerde al vrij vlug in de richting van het surrealisme. Aragon werd uit het leger ontslagen en hervatte zijn geneeskundestudie, die hij in 1922 zou opgeven. In 1920 verscheen Aragons eerste gedichtenbundel Feu de joie. Het volgende jaar verscheen Aragons eerste roman: Anicet ou le panorama. In de jaren twintig nam Aragon ook steeds meer deel aan de surrealistische beweging: hij schreef voor het tijdschrift Littérature, hielp mee bij het organiseren van tentoonstellingen (bijvoorbeeld die van Max Ernst in 1921), woonde verscheidene vergaderingen bij en werkte mee aan het Bureau de recherches surréalistes. In 1924 verscheen zijn surrealistische manifest, Une Vague de rêves, in het tijdschrift Commerce en ook zijn bundel Le libertinage.
Zijn engagement bij de oprichting van het surrealisme kan worden begrepen vanuit zijn persoonlijke ervaringen in de oorlog en als een verwerping van een maatschappij waarvan de onrechtvaardigheid en andere misstanden hem tegen de borst stuitten.
Aragon was een echte nachtraaf en frequenteerde de Parijse cafés, bars en bordelen. Zijn ervaringen schreef hij neer in het in 1926 uitgegeven surrealistische proza van Le Paysan de Paris (in 1998 door Rokus Hofstede in het Nederlands vertaald als De boer van Parijs).

### Interesse voor het communisme
Aragon toonde tijdens deze periode steeds meer interesse voor de Franse Communistische Partij en werd uiteindelijk lid van de partij in 1927. Aragon zou tot aan zijn dood trouw blijven aan de partij.
Om zijn overstap te verdedigen schreef hij de brochure Au grand jour samen met andere surrealisten, zoals André Breton, Paul Éluard, Péret en Unik. Toch zou zijn actieve participatie in de Communistische Partij zorgen voor een breuk met zijn vrienden. Een jaar later, in 1928, maakte Aragon kennis met Elsa Triolet, met wie hij in 1939 zou huwen. Zij was de schoonzus van Vladimir Majakovski en de Russische dichter Osip Brik en net als hij dichter. De groeiende band tussen beiden zou eveneens een vervreemding met zijn vrienden teweegbrengen. Triolet en Breton konden namelijk moeilijk met elkaar overweg. Bovendien verlieten de twee geliefden in 1929 de surrealistische woongemeenschap om apart te gaan wonen.
In de jaren die daarop volgden werd de ideologische kloof tussen Aragon en Breton steeds groter. Dit resulteerde uiteindelijk in een breuk in 1931, als gevolg van een debat over het verband tussen poëtische functie en revolutionair militantisme. Aragon koos voor het volledige engagement met de communistische beweging, Breton nam enkel de dialectische methode over van het marxisme. Voor Breton betekende politiek engagement immers een beknotting van de vrijheid. De breuk tussen beide schrijvers werd nog groter in 1932, toen Aragon partij koos voor de communisten tegen het surrealisme en hij in een gedicht en in de krant L’Humanité de surrealisten aanviel. Paul Eluard mengde zich ook in de strijd en schreef een manifest tegen Aragon.
Aragons inmenging met de Communistische Partij ging steeds verder: hij werd achtereenvolgens journalist bij de Franse communistische krant L'Humanité (1933-1934), secretaris van de Franse afdeling van de Internationale Vereniging van Schrijvers en directeur van het dagblad Ce Soir (1937-1939), dat hij meehielp op te richten, dat echter in 1939 verboden werd. Zijn schrijven werd beïnvloed door het socialistisch realisme, dat bijvoorbeeld tot uiting kwam in de romancyclus die hij begon in 1934 met Les Cloches de Bâle.
Aragons politiek engagement en militantisme kan verklaard worden vanuit diens radicale verlangen om de wereld te veranderen en de vrijheid te bevorderen. Zo is het marxisme voor hem meer een voedingsstof voor het leven dan een systeem. Dat verklaart ook waarom hij na de Tweede Wereldoorlog meer en meer afstand zal nemen van het communisme.

### Tweede Wereldoorlog

#### Actieve legerdienst
In 1939 werd Aragon ingelijfd bij het 220e Régiment Régional de Travailleurs (R.R.T.) en werd hij gestationeerd te Crouy-sur-Ourc, vijfentwintig kilometer ten zuiden van Villers-Cotterêts. In 1940 werd hij overgeplaatst naar een gezondheidsdienst bij een gemotoriseerde divisie. Datzelfde jaar verhuisde hij naar het militair kamp van Sissonne, waar hij hoofd van een sectie brancardiers werd. Bij de Duitse aanval op België bevond Aragon zich met zijn detachement bij de Belgische grens. Zij raakten vervolgens omsingeld bij Duinkerke, werden geëvacueerd naar Plymouth; hij keerde per schip terug naar Brest. Te Angoulême werd Aragon krijgsgevangene gemaakt, maar hij wist te ontsnappen. In juni 1940 werd de Frans-Duitse wapenstilstand getekend en in juli 1940 verliet Aragon het leger. Aragon kreeg uiteindelijk twee onderscheidingen voor zijn moed: de Médaille militaire en de Croix de guerre. Aragon ging met Elsa, die naar Bordeaux was gevlucht, wonen in de vrije zone in het zuiden van Frankrijk: eerst in Carcassonne en vervolgens in Nice.

#### Literair verzet
In september 1940 werd de Liste Otto gepubliceerd, een lijst van werken die door de Duitse overheid verboden waren. Hierop stonden ook enkele van Aragons werken, zoals Les Cloches de Bâle en Pour un réalisme socialiste.
Tijdens de Tweede Wereldoorlog was Aragon een van de weinige schrijvers die openlijk partij kozen voor het verzet tegen het nazisme. Andere dichters zoals Robert Desnos, Paul Éluard, Jean Prévost en Jean-Pierre Rosnay steunden hem hierin. Dit veroorzaakte ook een breuk met zijn goede vriend Pierre Drieu la Rochelle, die zich tot het nazisme had gekeerd.
Samen met Elsa Triolet organiseerde hij ook het Front National des écrivains. Deze steun aan het Verzet kwam ook tot uiting na de afloop van de oorlog, onder andere in zijn gedicht L’Affiche rouge uit 1954, waarin hij de rol van de buitenlanders in het Verzet beschrijft. Dit literair verzetswerk had tot gevolg dat Aragon en Triolet tijdens de laatste jaren van de oorlog met valse papieren leefden in de Provence.
De oorlogsjaren gaven Aragon ook hernieuwde dichterlijke inspiratie, die hij niet meer had gevonden in zijn realistische periode. Hij schreef o.a. Le Crève-coeur (1941) en Les Yeux d’Elsa (1942), die konden rekenen op een grote publieke interesse.

### Na de oorlog
Na de Bevrijding kreeg Aragon de status van communistisch intellectueel, verdediger van een politieke lijn, gesterkt door de invloed die hij tijdens het Verzet had verworven. Aragon bleef een verdediger van de Sovjet-Unie en diens politiek. Zo steunde hij de Russische veroordeling van het regime van Tito in Joegoslavië. In 1950 werd Aragon, op verzoek van de leider van de Franse Communistische Partij, Maurice Thorez, verkozen in het centrale comité van die partij. Hij nam deel aan de ideologische debatten die de partij bezighielden na de dood van Stalin en na het XXe Congres van de Communistische Partij van de Sovjet-Unie in 1956. In 1956 won Aragon trouwens ook de Leninprijs voor de Vrede, het Sovjet-Russische antwoord op de Nobelprijs voor de Vrede. Hij steunde het neerslaan van de Hongaarse Opstand in datzelfde jaar.
Aragon hernam zijn werk bij de krant Ce Soir, die na de Bevrijding terug was opgestart. De krant verdween voorgoed in 1953. Kort na het ophouden van Ce Soir werd hij directeur van Les Lettres françaises, een literair weekblad. Daarin voerde hij vanaf de jaren 1960 een steeds openlijker strijd tegen het stalinisme en de gevolgen daarvan in de Sovjet-Unie en de Oostbloklanden. Via het tijdschrift leerde hij ook schrijvers zoals Aleksandr Solzjenitsyn en Milan Kundera kennen. Het neerslaan van de Praagse Lente in augustus 1968 veroordeelde hij scherp. Het leidde echter tot massale opzegging van abonnementen in Oost-Europa en het verlies van de steun van de Franse Communistische Partij; het blad hield op met bestaan in 1972.

### Kritische houding tegenover het communisme
Aragons houding tegenover het Sovjetregime maakte door de jaren heen een ontwikkeling door. Aragon steunde eerst nog het neerslaan van de Hongaarse Opstand in 1956, wat het Comité national des écrivains uit elkaar deed spatten, maar dankzij Elsa Triolet werd hij zich echter steeds meer bewust van de stalinistische onderdrukking en veroordeelde hij al gauw de autoritaire praktijken van het Sovjet-Russische communisme. Aragon stond meer en meer open voor dissidente stemmen, keurde de processen tegen de intellectuelen af (vooral het proces tegen de schrijvers Andrej Sinjavski en Joeli Daniël in 1966). In mei 1968 was hij de studentenopstanden in Frankrijk en andere westerse landen gunstig gezind. In augustus van datzelfde jaar reageerde hij fel op het ingrijpen van de Sovjet-Russische troepen dat een einde maakte aan de Praagse Lente.
In zijn naoorlogse romans, zoals La Semaine sainte (1958), La Mise à mort (1965) en Blanche ou l’oubli (1967), neemt hij steeds meer afstand van het (socialistische) realisme dat hij in de jaren 30 had aangehangen. Zo is La Semaine sainte een kroniek van zijn politieke bewustwording en stellingname. Zijn laatste romans getuigen van een terugkeer naar de belangrijke waarden van de verbeelding en de droom, die ook in zijn jeugdwerk terug te vinden zijn. Voorts probeerde hij in zijn latere werken te zoeken naar een soort synthese van verleden, heden en toekomst.

### Levenseinde
Nadat Elsa Triolet overleden was in 1970, sprak Aragon zich meer uit over zijn homoseksuele gevoelens, die eerder al waren aangehaald door Drieu La Rochelle in de jaren 30, met name in het werk Gilles. Aragon overleed in 1982, met zijn vriend Jean Ristat aan zijn sterfbed. Hij werd begraven naast Elsa in het park van de molen van Villeneuve, een oude watermolen te Saint-Arnoult-en-Yvelines, die eigendom was van Aragon en Triolet. Zelfs al stond hij vrij kritisch tegenover het communisme, toch was Aragon bij zijn dood nog steeds lid van het Comité central van de Franse Communistische Partij.

## Werk

### Gedichten
Aragons eerste gedichten zijn geïnspireerd door het surrealisme. Zijn eerste dichtbundel, Feu de joie (1919), toont het optimisme aan het begin van de surrealistische beweging. Zijn jonge gedichten zijn ook een mooi voorbeeld van de jonge dichter die zich afzet tegen de maatschappij en daarbij moedwillig de extreme kanten van het anarchisme opzoekt.
In de jaren dertig nam zijn poëzie een meer realistische ondertoon, bijvoorbeeld met zijn bundel Hourra l’Oural (1934). De bundel getuigt eveneens van Aragons bewondering voor de Sovjet-Unie. Tijdens de Tweede Wereldoorlog nam Aragon actief deel aan het literair verzet en schreef hij verzetspoëzie. Aragons verzetspoëzie getuigt van een soort verlangen naar wraak, waarbij hij zijn woede uitschreeuwt bij het zien van een volk dat in de ellende wordt gestort. Deze poëzie bezorgde Aragon, en ook vele andere Franse schrijvers, eveneens een nieuwe inspiratie, die gepaard ging met een terugkeer naar meer traditionele vormen en naar een voor de mensen eenvoudigere poëzie. Daarvan getuigt bijvoorbeeld de bundel Les Yeux d’Elsa.
Na de oorlog keerde Aragon zich meer en meer van de realistische tendens af en hervatte hij zijn militante poëzie met onder andere Les Yeux et la mémoire (1954) en Mes caravanes (1954). Hij werd daarin gevolgd door bijvoorbeeld Eugène Guillevic en Henri Pichette. Een van zijn laatste bundels, Les Chambres, behandelt de thema’s van de veroudering en de dood. Aragon stelt hierin het leven voor als een reis van kamer tot kamer, waarbij men glijdt van plaats naar plaats, wat een soort angst veroorzaakt.

### Romans
In zijn eerste romans vindt men, net zoals in Aragons poëzie, de surrealistische ondertoon terug. In Le Paysan de Paris evoceert Aragon Parijs via een mengeling van dromen en herinneringen en stelt hij de stad voor als een land van hersenschimmen.
Net zoals zijn poëzie evolueerde ook zijn roman naar het realisme, geïnspireerd door het communisme. De ommezwaai van surrealisme naar (socialistisch) realisme kan verklaard worden door zijn ontmoeting met Elsa Triolet en zijn ontdekking van de Sovjet-Unie. Zo plooit de anarchistische, surrealistische schrijver zich naar de zedenroman en neemt hij de marxistische filosofie over. In Les Communistes bijvoorbeeld verguist Aragon de burgerij en het kapitalisme en verheerlijkt hij de Communistische Partij. Naast Les Communistes schreef Aragon ook andere romans waarin hij het socialisme ophemelde en die, Les Communistes inclusief, in de cyclus van Le Monde réel worden samengebracht: Les Cloches de Bâle (1934), Les Beaux Quartiers (1936), Aurélien (1944).
Aragons naoorlogse romans keren het realisme dan weer de rug toe en knopen aan bij de droomwereld en de verbeelding die men terugvindt in zijn jongere, surrealistische werk. Die terugkeer naar het surrealisme kan men o.a. terugvinden in zijn roman Blanche ou l’Oubli.
Voor Aragon is de roman altijd een spel geweest waarin realiteit en verbeelding met elkaar worden gecombineerd. Hij noemde dat zelf "le mentir-vrai", wat tevens de titel is van een novellebundel gepubliceerd in 1980.

### Citaten
'Je zou zeggen dat voor God de wereld niet meer is dan een goede gelegenheid om eens wat stillevens uit te proberen.' (De boer van Parijs)
'Liefde is een staat van verwarring tussen het werkelijke en het wonderbare.' (De boer van Parijs)
'Als u met een surrealistische methode treurige onnozelheden opschrijft, blijven het treurige onnozelheden.' (Traité du style)
'We moeten protest aantekenen tegen de uitdrukking: Kunstmatige paradijzen. Het is een pleonasme.' (Traité du style)

## Invloed
De poëzie van Aragon is vaak inspiratie geweest voor componisten en vertolkers van chansons. Zo werd zijn poëzie gebruikt door o.a. Jean Ferrat, Kosma, Ferré, Brassens, Béart en Trenet. Vele gedichten werden vertaald door Didier Caesar (alias Dieter Kaiser) en gezongen door zijn Duo.